# Хіншен
Хіншен (вірм. Հինշեն), Кіров — село у Шушинському районі Нагірно-Карабаської Республіки. Село розташоване на заході району та на захід від міста Шуші.

## Пам'ятки
В селі розташована церква Сурб Аствацацін 19 століття, церква 1658 р., іджеванутун (постоялий двір) «Пулен глух» часів середньовіччя.